# 仲村ありさ
仲村 ありさ（なかむら ありさ、出生名：仲村 亜梨沙 (読み方同じ)、1990年10月19日 - ）は、スカイハイプロモーションズに所属していた日本の元レースクイーン、元モデル。
大阪府出身。愛称は「ありー」。

## 略歴
19歳の頃からイベントコンパニオン活動を始め、2014年、スーパーフォーミュラ『DOCOMO TEAM DANDELION RACING サーキットレディ』に就任しレースクイーン活動を開始。同年には園田競馬場のイメージガールユニット『SKNフラッシュ8』も務めた。
2015年、SUPER GT500クラス『Weds Sport RACING PROJECT BANDOH』レースクイーンを大津リサと共に務める。同年にはD1グランプリ『PACIFIC RACING with メガテック』のレースクイーンとしての活動もあった。
2016年1月12日、格闘技興行「RISE」ラウンドガールオーディションでファイナリスト13名の中に入り、同年1月30日、「RISEラウンドガール2016」に鈴木さりい、南希帆、HIBIKIと共に選ばれ、同月31日の『RISE 109』でラウンドガールデビューを飾る。同年にはSUPER GT300クラス「Audi R8 LMS」86号車（Audi Team Braille）のレースクイーンを樹智子、萌奈美（現：藤嶋もなみ）と共に務める予定だったが、チーム側の納車が出来ず出場を辞退したため、RQ活動は行われなかった。
2017年も引き続きRISEのラウンドガールを務める傍ら、全日本F3選手権の『ミスレガルシィ』とSUPER GT『PUMA AVANTI』のレースクイーンを兼任したが、その後はRQを引退し所属事務所のプレイングマネージャーとして後進の指導及びコントローラーを行う。
2019年3月2日のブログに於いて、前年に入籍したこと、第一子を出産したことを明かした。但しブログ上では相手の名前や職業が記載されていなかったが、2020年2月24日に「RISE」出場格闘家の一人である森本義久と披露宴を挙げていたことがSNS上で判明した。

## 人物
- 3兄妹の長女（兄[ブログ 5]と弟[ブログ 6]がいる）。
- 趣味はカラオケ、ショッピング、ギター。
- チャームポイントは“笑うとなくなる目”[3]。
- RISEは2015年にもラウンドガールのオーディションを受けていたが、当時は大阪在住だった関係で落選したため[10]、審査員達に猛アピールした結果合格した[11]。
- 阪神タイガースのファン。阪神甲子園球場や京セラドーム大阪でタイガースファンクラブの入会申込を行う広報活動の手伝いをしたことがある[ブログ 7][ブログ 8]。

## 活動

### レースクイーン
| 年     | カテゴリー           | チーム名                                           | 他メンバー           |
| ------ | -------------------- | -------------------------------------------------- | -------------------- |
| 2014年 | スーパーフォーミュラ | DOCOMO TEAM DANDELION RACING サーキットレディ      | 玉置ちなつ           |
| 2015年 | SUPER GT             | Weds Sport Racing Gals （RACING PROJECT BANDOH）   | 大津リサ             |
| 2015年 | D1グランプリ         | PACIFIC RACING with メガテック「Pacific D1 Girls」 | 松永あやめ、黒崎まゆ |
| 2017年 | 全日本F3選手権       | OKAYAMA KOKUSAI CIRCUIT RC「ミスレガルシィ」       |                      |
| 2017年 | SUPER GT             | D'Station Racing「Ref.508525 PUMA AVANTI」         |                      |

### イメージガール等
- 2014年：園田競馬場イメージガール「SKNフラッシュ8」[注 2]
- 2015年 - 2017年：でちゃう!ガール[ブログ 9]
- 2016年 - 2017年：RISEラウンドガール[11][12]

### イベントコンパニオン
| 年     | 月   | イベント名                                            | 出演ブース             | 備考                                                                                   |
| ------ | ---- | ----------------------------------------------------- | ---------------------- | -------------------------------------------------------------------------------------- |
| 2013年 | 8月  | サマーソニック2013                                    |                        | サマソニガール                                                                         |
| 2013年 | 10月 | ハーレーダビッドソン デモライドキャラバン2013 in 神戸 |                        | [ ブログ 11 ]                                                                          |
| 2013年 | 12月 | 大阪モーターショー2013                                | キャンバスマップル     | [ ブログ 12 ]                                                                          |
| 2014年 | 2月  | フィッシングショー大阪2014                            | ミヤマエ               | [ ブログ 13 ]                                                                          |
| 2014年 | 2月  | 大阪オートメッセ2014                                  | サウンドステーション   | [ ブログ 14 ]                                                                          |
| 2014年 | 3月  | ジャパンフィッシングショー2014 in YOKOHAMA            | ミヤマエ               | イベントMCも担当                                                                       |
| 2015年 | 2月  | フィッシングショー大阪2015                            | 東レインターナショナル | 受付担当                                                                               |
| 2015年 | 2月  | 大阪オートメッセ2015                                  | Revier                 | “Revier Girls”として出演                                                               |
| 2015年 | 6月  | Interop Tokyo2015                                     | Fortinet Japan         | この年のInteropでは、Wedsの相方だった大津リサが SCSKブースのコンパニオンを務めていた。 |
| 2016年 | 1月  | 東京オートサロン2016                                  | Weds Sport             | Wedsレースクイーンとして出演。                                                         |
| 2017年 | 1月  | 東京オートサロン2017                                  | XO Luxury Wheels       | [ 4 ]                                                                                  |